# 2012 Ґо Шоуцзін
2012 Ґо Шоуцзі́н (2012 Guo Shou-Jing) — астероїд головного поясу, відкритий 9 жовтня 1964 року.
Тіссеранів параметр щодо Юпітера — 3,550.